# 1990년 텔레비전 애니메이션 목록
다음은 1990년에 방송된 텔레비전 애니메이션이다.

## 대한민국
| 제목                          | 화수 | 방송 기간                   | 채널 | 비고 |
| ----------------------------- | ---- | --------------------------- | ---- | ---- |
| 머털도사와 108요괴            | 1    | 1990년 1월 1일              | MBC  |      |
| 배추도사 무도사의 옛날 옛적에 | 13   | 1990년 1월 5일 ~ 3월 30일   | KBS2 |      |
| 머털도사와 또매               | 1    | 1990년 5월 5일              | MBC  |      |
| 날아라 슈퍼보드               | 2    | 1990년 8월 15일             | KBS2 | 1기  |
| 영심이                        | 13   | 1990년 10월 5일 ~ 12월 28일 | KBS2 |      |

## 일본
| 제목                                         | 화수 | 방송 기간 | 채널       | 비고 |
| -------------------------------------------- | ---- | --------- | ---------- | ---- |
| 헤이세이 천재 바카본                         |      | 1990년    | 후지TV     |      |
| 마루코는 아홉 살                             |      | 1990년    | 후지TV     |      |
| 츠루히메잖아!                                |      | 1990년    | 니혼TV     |      |
| 나의 키다리 아저씨                           |      | 1990년    | 후지TV     |      |
| 고양이당 인전테얀데                          |      | 1990년    | 도쿄TV     |      |
| 용사 엑스카이저                              |      | 1990년    | 나고야TV   |      |
| 마신영웅전 와타루2                           |      | 1990년    | 니혼TV     |      |
| 아이돌 천사 어서와요 요코                    |      | 1990년    | 세도우치TV |      |
| NG기사 라무네&40                             |      | 1990년    | 도쿄TV     |      |
| 즐거운 무민가족                              |      | 1990년    | 도쿄TV     |      |
| 신비한 바다의 나디아                         |      | 1990년    | NHK        |      |
| 맹렬 아타로                                  |      | 1990년    | 아사히TV   |      |
| 가타피시                                     |      | 1990년    | 아사히TV   |      |
| 마법 엔젤 스위트민트                         |      | 1990년    | 도쿄TV     |      |
| 루팡3세 헤밍웨이 페이퍼의 수수께끼           |      | 1990년    | 니혼TV     |      |
| 달려라 부메랑 스페셜                         |      | 1990년    | 도쿄TV     |      |
| 로빈후드의 대모험                            |      | 1990년    | NHK        |      |
| 날아라! 호빵맨 남쪽 바다를 구하라!           |      | 1990년    | 니혼TV     |      |
| 매지컬☆다루루토군                            |      | 1990년    | 아사히TV   |      |
| 하~이! 아코입니다 스페셜 가을 패밀리 대집합! |      | 1990년    | 아사히TV   |      |
| 꼭두각시 검호전 무사시로드                   |      | 1990년    | 니혼TV     |      |
| RPG전설 헤포이                               |      | 1990년    | 도쿄TV     |      |
| PEACH COMMAND 신 모모타로 전설               |      | 1990년    | 도쿄TV     |      |
| 산초메의 저녁노을                            |      | 1990년    | 마이니치TV |      |
| 삼목동자                                     |      | 1990년    | 도쿄TV     |      |
| 에도소년 갓텐타스케                          |      | 1990년    | 도쿄TV     |      |
| 피그마리오                                   |      | 1990년    | 도쿄TV     |      |

키다리 아저씨 40 1990년 후지TV

## 참고 문헌
- 야마구치 야스오 (2005). 《일본 애니메이션 역사》. 미술문화. 239쪽.